# 硝基乙酸
硝基乙酸是一种化合物，化学式为(NO2)CH2CO2H。这种取代羧酸可用作硝基甲烷的潜在前体，而硝基甲烷常用作直线竞速赛中的燃料和化学合成中的有机试剂。

## 合成
硝基乙酸的合成方式为将冷一氯乙酸加入至冷的微碱性水溶液，然后与亚硝酸钠水溶液混合。这里必须控制溶液较弱的碱性，避免温度升高，以防止乙醇酸钠生成。

## 反应
硝基乙酸可通过对应盐在80 °C下的热脱羧反应，生产硝基甲烷。